# Polisportiva Fermana 1934-1935
Questa pagina raccoglie i dati riguardanti  la Polisportiva Fermana nelle competizioni ufficiali della stagione 1934-1935.

## Rosa
| N. |                   | Ruolo | Calciatore            |
| -- | ----------------- | ----- | --------------------- |
|    | Italia (bandiera) | A     | Bruno Bianchi         |
|    | Italia (bandiera) | C     | Callegati             |
|    | Italia (bandiera) | A     | Damonti (III)         |
|    | Italia (bandiera) | C     | Domenico Damonti (II) |
|    | Italia (bandiera) | D     | Carlo Giancola        |
|    | Italia (bandiera) | C     | Francesco Mazzoleni   |

| N. |                   | Ruolo | Calciatore          |
| -- | ----------------- | ----- | ------------------- |
|    | Italia (bandiera) | P     | Aldo Perini         |
|    | Italia (bandiera) | A     | Guido Sala          |
|    | Italia (bandiera) | A     | Giovanni Sacripanti |
|    | Italia (bandiera) | D     | Telemaco Sberna     |
|    | Italia (bandiera) | A     | Osvaldo Taffoni     |